# Asarum cordifolium
Asarum cordifolium är en piprankeväxtart som beskrevs av C. E. C. Fischer. Asarum cordifolium ingår i släktet hasselörter, och familjen piprankeväxter. Inga underarter finns listade i Catalogue of Life.